# Orus
Orus település Franciaországban, Ariège megyében. Lakosainak száma 24 fő (2022. január 1.). Orus Gourbit, Illier-et-Laramade és Val-de-Sos községekkel határos.

## Népesség
A település népességének változása:
| Lakosok száma | 15   | 13   | 20   | 19   | 28   | 24   | 25   | 26   | 27   | 24   |
|               | 1968 | 1982 | 1990 | 2006 | 2013 | 2015 | 2017 | 2019 | 2020 | 2022 |